# トレホン・デ・アルドス空軍基地
トレホン・デ・アルドス空軍基地（スペイン語：Base Aérea de Torrejón de Ardoz）は、スペイン・マドリード州トレホン・デ・アルドスに所在するスペイン航空宇宙軍の飛行場兼民間空港。1996年までアメリカ合衆国空軍が使用していた。現在はスペイン空軍が使用しており、マドリード＝トレホン空港として民間航空にも開放されている。
また、トレホン・デ・アルドスには欧州連合衛星センターが所在している。

## 歴史
冷戦時代、基地は在欧アメリカ空軍の第16空軍司令部が置かれ、第401戦術航空団が駐留していた。在欧アメリカ空軍にはトレホン空軍基地の他にイタリアのアヴィアーノ空軍基地やトルコのインジルリク空軍基地が交代基地として割り当てられていた。また、トレホン基地は空輸と増援部隊用の兵站拠点として機能していたが、1992年5月21日に撤収している。
当初、トレホン基地はスペイン国立航空宇宙技術研究所の本部が置かれていた。しかし、1953年9月26日に米西防衛協定が締結され、合意に基づき13,400フィート長の新滑走路の整備が開始される。コンクリート基盤の4,226メートルの滑走路が造成され、戦略航空軍団用の支援および避難施設が提供された。冷戦時代のトレホン基地はサラゴサ空軍基地やモロン空軍基地とならび在西アメリカ空軍の主要基地の一つとして機能していた。
1987年に基地契約交渉が始まり、米軍はスペインでのプレゼンス縮小に難渋していた。在西米軍に対するスペインの基地反対運動にはスペイン社会労働党（PSOE）が支持していた。また、アメリカ合衆国との防衛協定については旧フランコ政権下で結ばれていたため、旧政権の象徴的存在と化していた。多くのスペイン国民のために米西二国間の歴史的痕跡を解決し北大西洋条約機構（NATO）との新たな枠組を模索していた。
NATO加盟後の1986年には国会総選挙が実施され、社会労働党が与党第一党となった。一般投票の結果、スペイン政府はNATO軍のために駐留アメリカ軍との縮小交渉に着手する。スペイン側は基地契約更新の条件としてジェネラル・ダイナミクス F-16戦闘機のトレホンからの撤収を要求し、そしてこの要求が受け入れられない場合は全スペインからアメリカ軍の駐留は認めないとした。アメリカ側は駐留部隊の規模を最小限度に抑える必要性に迫られた。これはスペインがNATOに加盟したことが要因としてあった。結局、イタリアのアヴィアーノ空軍基地がF-16戦闘機の受入を示したものの移転費用は嵩み、そして部隊はワルシャワ条約機構軍の脅威に曝される位置に置かれた。
1988年1月にスペインとアメリカ合衆国は交渉が合意に達したと共同声明を発表した。これにより1991年中頃までに3年かけてF-16戦闘機はトレホンから撤収するとされた。この措置により在西アメリカ軍の半数が削減されると予想された。
本協定の適用は1990年から1991年まで続いたクウェートでの湾岸危機および湾岸戦争のために遅延する。第401戦術戦闘航空団は緊急展開したアメリカ軍航空団の一つで、トルコのインシルリク空軍基地に第612戦術戦闘飛行隊に展開させ、さらにカタールにはペルシャ湾諸国で最初に配備される部隊となる第614戦術戦闘飛行隊をトレホンから展開させた。これらの部隊は砂漠の盾作戦と砂漠の嵐作戦の発動間、多くの任務に従事している。
1991年にペルシャ湾岸での戦争は終結し、そして計画に従いトレホンからの撤が再開された。同年6月28日に第613戦術戦闘飛行隊は非現役化され装備機はアメリカ本国へ送還された。第612戦術戦闘飛行隊は同年11月1日に、第614戦術戦闘飛行隊は1992年1月1日に解隊される。
1988年の合意に基づき、1992年5月にアメリカ軍施設区域はスペイン政府に返還される。これにより第401戦術航空団はイタリアのアヴィアーノ空軍基地に移転している。アメリカ軍のプレゼンスは減少するもアメリカ航空宇宙局（NASA）の緊急着陸場として維持するための小グループが展開しており、完全にアメリカ合衆国の影響が消えたわけではなかった。
1990年代半ばには民間航空への開放が実施され、マドリード＝トレホン空港と命名されて民間部門施設はAENAの運営下に置かれる。

## 配置部隊
- 基地群
- 第12航空団（戦闘機部隊、F/A-18戦闘攻撃機を装備）
  - 第121飛行隊
  - 第122飛行隊
- 第43航空団（非常事態対処部隊、CL-215消火飛行艇を装備）
  - 第431飛行隊
  - 第432飛行隊
- 第45航空団（王族・政府要人輸送部隊）
  - 第451飛行隊（エアバスA310輸送機とファルコン900輸送機を装備）
- 第47航空団（偵察、電子戦、輸送、空中給油）
  - 第471飛行隊（ボーイング707空中給油機を装備）
  - 第472飛行隊（CASA C-212輸送機とファルコン20輸送機を装備）
- 第47空軍混成群
- 装備実験後方支援センター（CLAEX）
  - 第541飛行隊（C-101EB練習機を装備）
- 航空技術学校（ESTAER）
- 経理後方支援センター（CLOIN）
- 航空宇宙監視システム・センター（CESAEROB、ヘリオス2の運用）
- 航空救難衛生隊（UMAER）
- マドリード航空運行隊（ECAO Madrid）
- マドリード捜索救難センター（RCC Madrid）
- マドリード航空衛生展開支援隊（UMAAD-Madrid）
- 緊急事態対処部隊（U.M.E）